# Montgauch
Montgauch – miejscowość i gmina we Francji, w regionie Oksytania, w departamencie Ariège.
Według danych na rok 1990 gminę zamieszkiwało 125 osób, a gęstość zaludnienia wynosiła 14 osób/km² (wśród 3020 gmin regionu Midi-Pyrénées Montgauch plasuje się na 938. miejscu pod względem liczby ludności, natomiast pod względem powierzchni na miejscu 1171.).